# 745年
| 千纪： | 1千纪                                                                                           |
| 世纪： | 7世纪 \| 8世纪 \| 9世纪                                                                         |
| 年代： | 710年代 \| 720年代 \| 730年代 \| 740年代 \| 750年代 \| 760年代 \| 770年代                       |
| 年份： | 740年 \| 741年 \| 742年 \| 743年 \| 744年 \| 745年 \| 746年 \| 747年 \| 748年 \| 749年 \| 750年 |
| 纪年： | 乙酉年（鸡年）；唐（新罗）天寶四載；日本天平十七年；渤海国大興八年                              |

## 大事记
- 中国印世界第一份报纸：开元杂报。
- 9月17日，唐玄宗冊封楊太真為貴妃。
- 白眉可汗被回纥怀仁可汗击杀，后突厥汗國滅亡，契丹轉投唐朝，唐玄宗賜迪輦組裡漢名李懷秀，封"崇順王"，以外孫女獨孤氏為靜樂公主嫁給李懷秀，宜芳公主嫁給奚王李延寵。半年後，安祿山縱兵殺掠奚、契丹，導致奚、契丹殺公主一起反唐。
- 奚族
- 九月，陇右节度使皇甫惟明与吐蕃战于石堡城，战败。

## 逝世
- 白眉可汗，後突厥汗國最後一任可汗。
- 靜樂公主，唐玄宗女信成公主与驸马独孤明的女儿。唐朝和亲公主之一。
- 宜芳公主，唐玄宗女長寧公主与驸马楊慎交的女儿。唐朝和亲公主之一。